# Luzula hawaiiensis
Luzula hawaiiensis är en tågväxtart som beskrevs av Franz Georg Philipp Buchenau. Luzula hawaiiensis ingår i Frylesläktet som ingår i familjen tågväxter. Inga underarter finns listade i Catalogue of Life.

## Bildgalleri

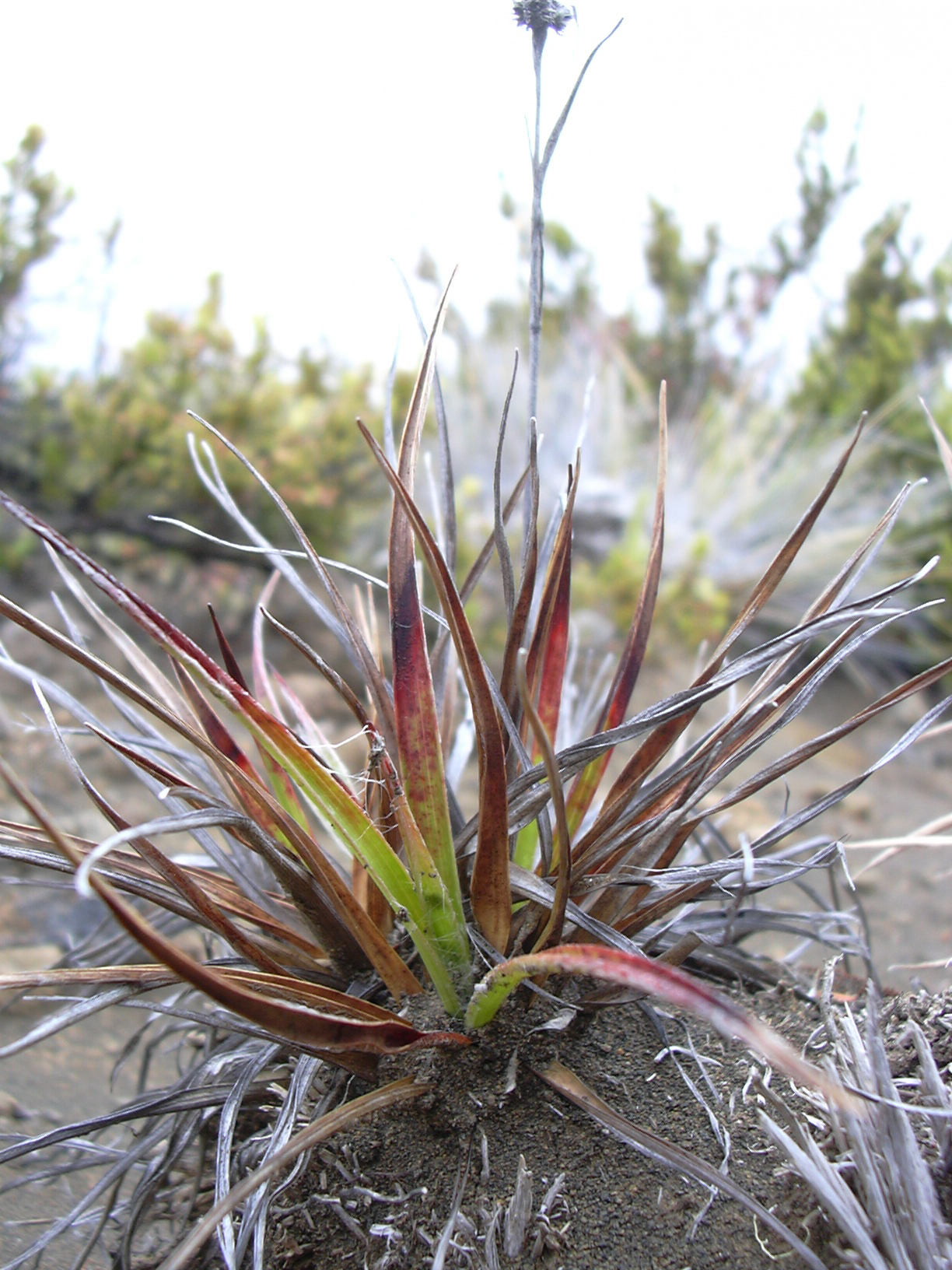
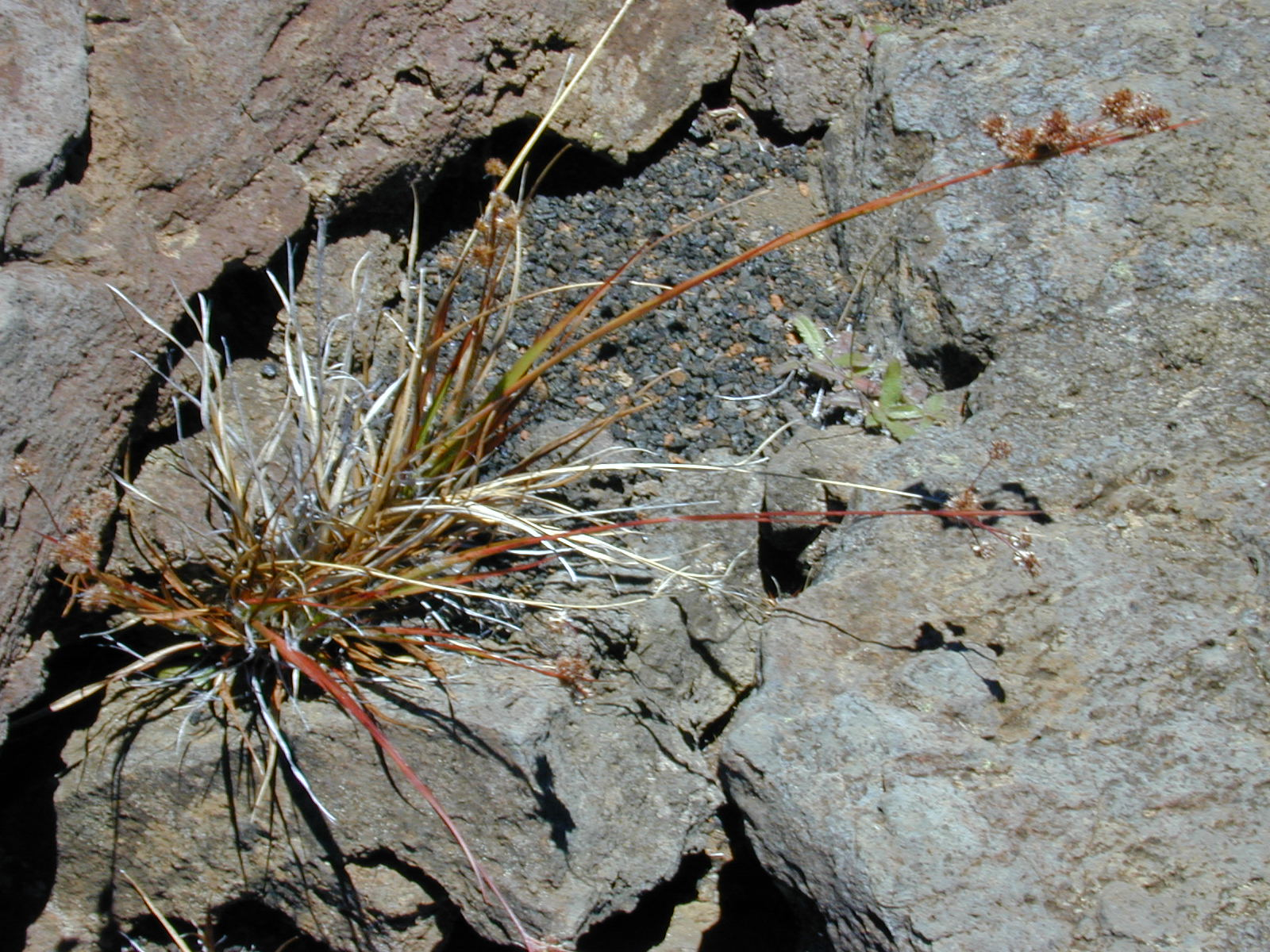
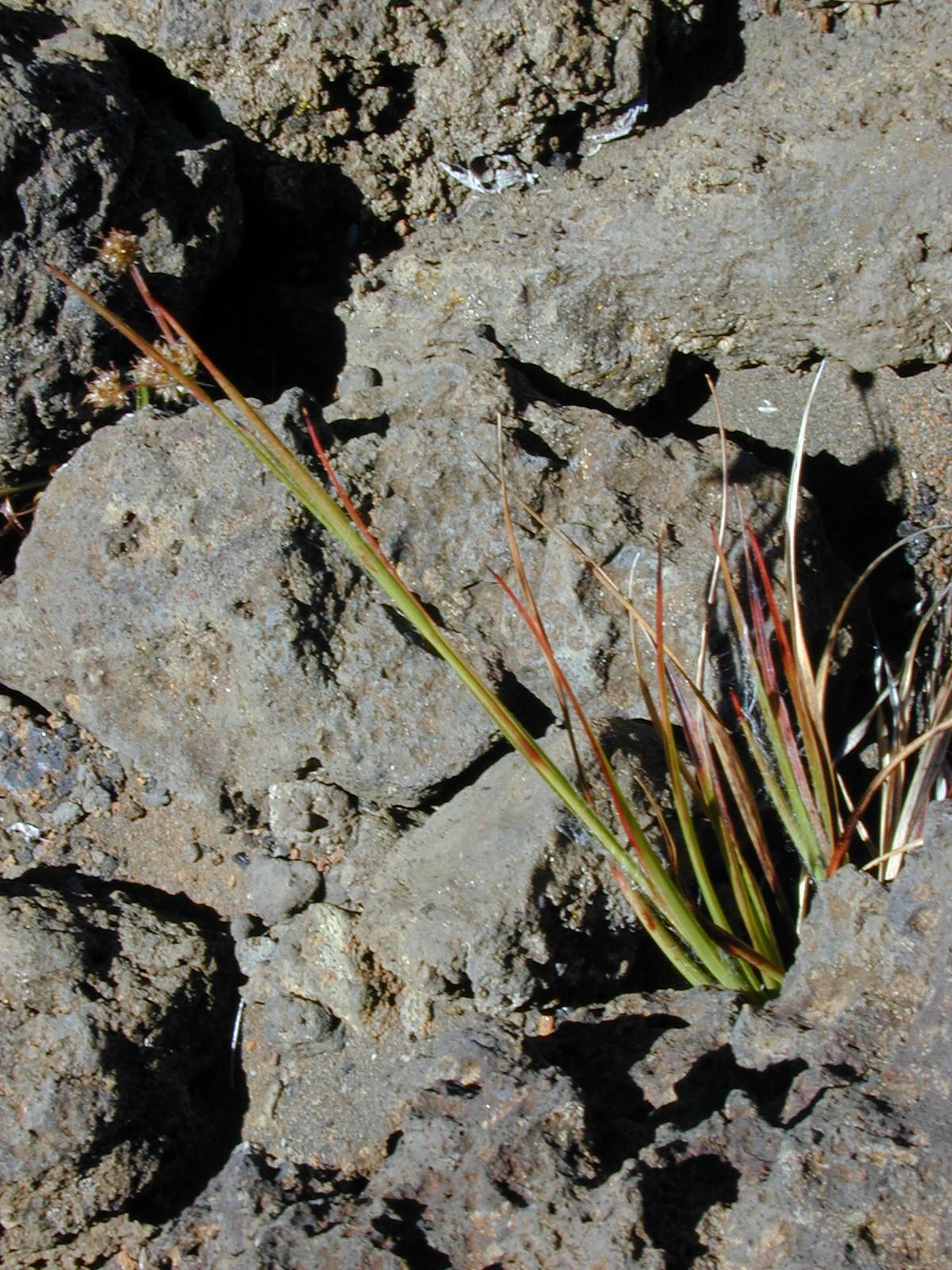
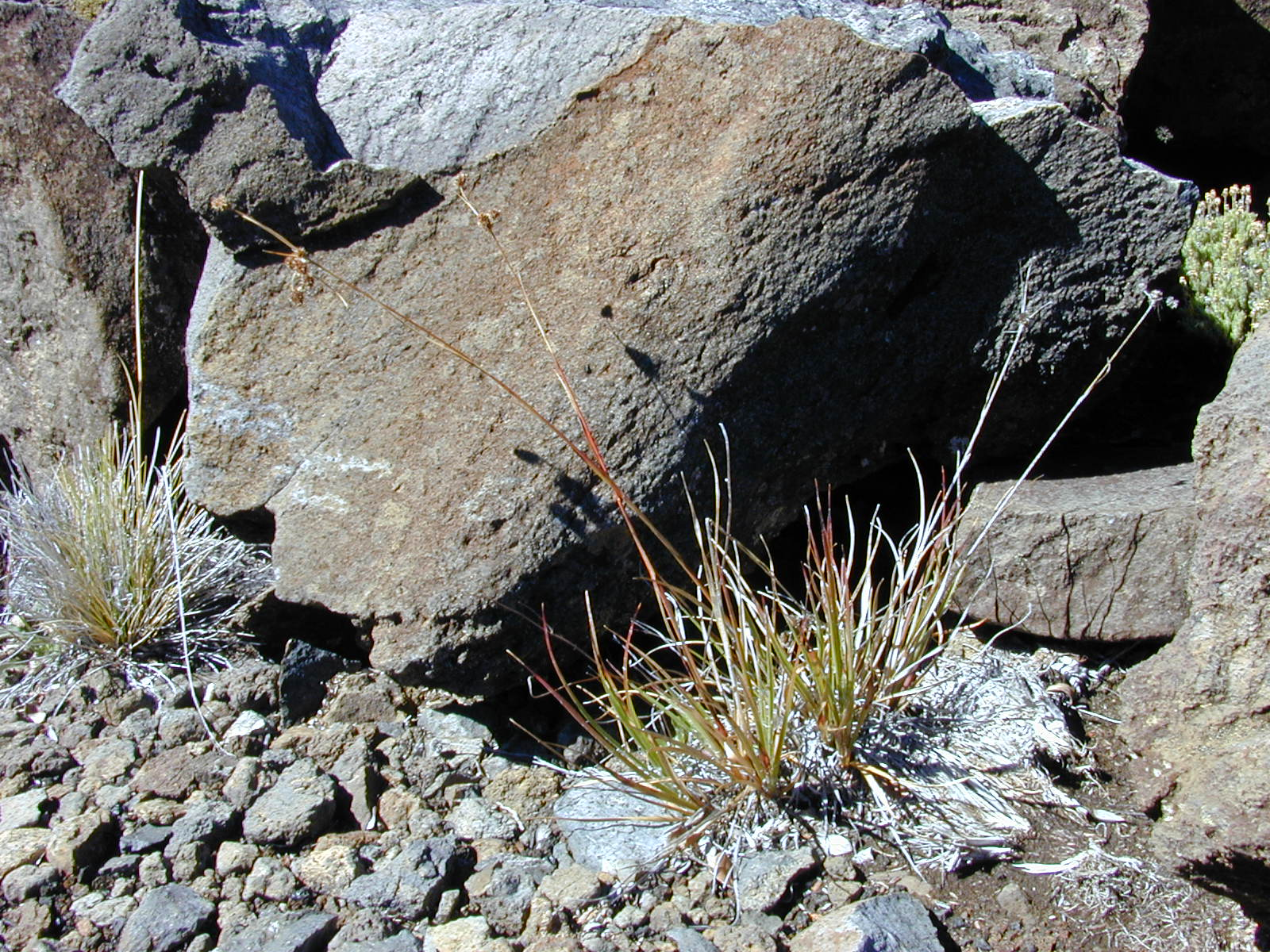
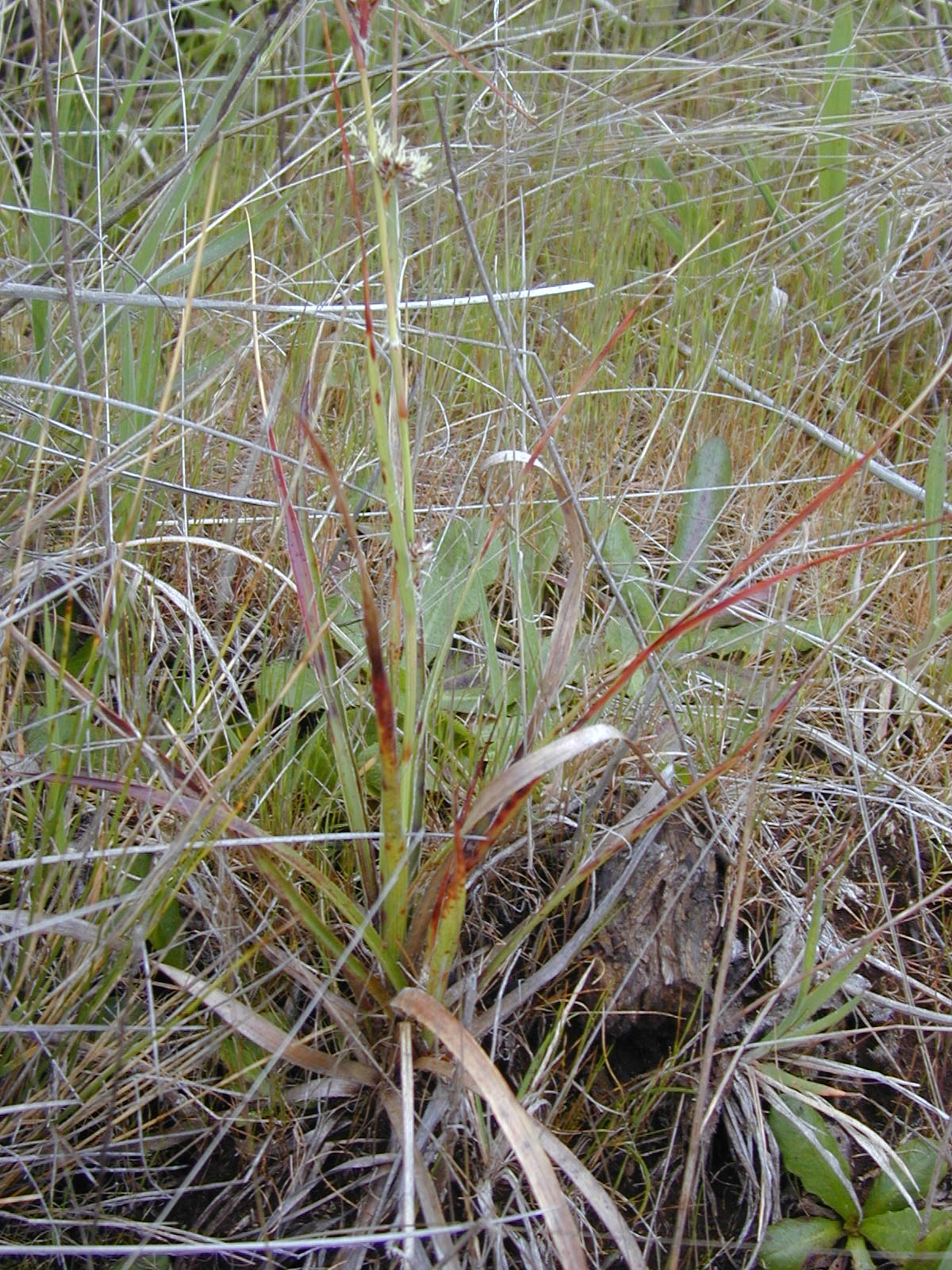